# Saison 1 de Hannibal
Chronologie
Saison 2
Cet article présente les treize épisodes de la première saison de la série télévisée américaine Hannibal.

## Généralités
- Aux États-Unis, la série est diffusée depuis le 4 avril 2013 à 22 h sur le réseau NBC.
- Au Canada, elle est diffusée en simultané sur le réseau Citytv, sauf pour 4 épisodes qui sont diffusés avec 24 heures d'avance.
- En France, la première saison est diffusée sur Canal+ depuis le 21 septembre 2013.

## Synopsis
Le célèbre psychiatre Hannibal Lecter développe une relation particulière avec l'un de ses patients, jeune profiler du FBI, Will Graham. Ce dernier, très instable, est troublé par une fascination dévorante pour les tueurs en série, pour qui il éprouve une trop grande empathie, ce qui est à la fois un atout dans son métier et un mal terrible pour sa santé mentale. Lecter cache lui aussi bien des secrets.

## Distribution
- Hugh Dancy : agent spécial Will Graham
- Mads Mikkelsen : Dr Hannibal Lecter
- Caroline Dhavernas : Dr Alana Bloom
- Hettienne Park : agent spécial Beverly Katz
- Laurence Fishburne : agent spécial Jack Crawford

### Acteurs récurrents et invités
- Lara Jean Chorostecki : Fredricka « Freddie » Lounds
- Scott Thompson : agent spécial Jimmy Price
- Aaron Abrams : agent spécial Brian Zeller
- Vladimir Jon Cubrt : Garrett Jacob Hobbs
- Kacey Rohl : Abigail Hobbs
- Gillian Anderson : Dr Bedelia Du Maurier
- Raúl Esparza : Dr Frederick Chilton
- Eddie Izzard : Dr Abel Gideon
- Anna Chlumsky : Miriam Lass
- Gina Torres : Phyllis « Bella » Crawford, la femme de Jack Crawford
- Ellen Greene : Mme Komeda
- Chelan Simmons : Gretchen Speck-Horowitz
- Molly Shannon : la mère tueuse
- Lance Henriksen : Lawrence Wells
- Ellen Muth : Georgia

## Épisodes

### Épisode 1:Apéritif
- États-Unis /  Canada : 4 avril 2013 sur NBC[1] / Citytv
- France : 25 septembre 2013 sur Canal+ Séries

- États-Unis : 4,36 millions de téléspectateurs[2] (première diffusion)

### Épisode 2:Amuse-Bouche
- États-Unis /  Canada : 11 avril 2013 sur NBC / Citytv
- France : 25 septembre 2013 sur Canal+ Séries

- États-Unis : 4,38 millions de téléspectateurs[3] (première diffusion)

- Lara Jean Chorostecki (Freddie Lounds)

### Épisode 3:Potage
- États-Unis /  Canada : 18 avril 2013 sur NBC / Citytv
- France : 25 septembre 2013 sur Canal+ Séries

- États-Unis : 3,51 millions de téléspectateurs[4] (première diffusion)

- Vladimir Cubrt (Garret Jacob Hobbs)

### Épisode 4:Œufs
- États-Unis /  Canada : non-diffusé sur NBC / Citytv
- France : 2 octobre 2013 sur Canal+ Séries

- Molly Shannon
- Gina Torres (Bella Crawford)

- Cet épisode étant jugé sensible à la suite de la tuerie de l'école primaire Sandy Hook, il n'a pas été diffusé aux États-Unis[5] ni au Canada. Seuls des extraits, non-liés à la nouvelle affaire tels qu'Abigail, ont été mis en ligne sur YouTube, pour une durée de 20 minutes.
- Le nom de Willard Wigan (en), célèbre sculpteur, est cité.

### Épisode 5:Coquilles
- Canada : 24 avril 2013 sur Citytv
- États-Unis : 25 avril 2013 sur NBC
- France : 2 octobre 2013 sur Canal+ Séries

- États-Unis : 2,4 millions de téléspectateurs[6] (première diffusion)

- Gina Torres (Bella Crawford)

### Épisode 6:Entrée
- Canada : 1er mai 2013 sur Citytv
- États-Unis : 2 mai 2013 sur NBC
- France : 9 octobre 2013 sur Canal+ Séries

- États-Unis : 2,61 millions de téléspectateurs[7] (première diffusion)

- Raúl Esparza (Dr. Frederick Chilton)
- Anna Chlumsky (Miriam Lass)
- Eddie Izzard (Abel Gideon)

- Lors du diner, Dr Lecter déclare que c'est agréable d'avoir un vieil ami pour le diner, une nette référence à la dernière scène du film Le Silence des agneaux (se déroulant aux Bahamas).
- Miriam Lass est aussi une référence à Clarisse Starling, étant donné qu'elle suit le même parcours d'entrée au FBI et souhaite travailler auprès de Jack Crawford.
- L'institut psychiatrique où Abel Gideon est retenu sera la future demeure du Dr Lecter.

### Épisode 7:Sorbet
- Canada : 8 mai 2013 sur Citytv
- États-Unis : 9 mai 2013 sur NBC
- France : 9 octobre 2013 sur Canal+ Séries

- États-Unis : 2,62 millions de téléspectateurs[8] (première diffusion)

### Épisode 8:Fromage
- Canada : 15 mai 2013 sur Citytv
- États-Unis : 16 mai 2013 sur NBC
- France : 16 octobre 2013 sur Canal+ Séries

- États-Unis : 2,46 millions de téléspectateurs[9] (première diffusion)

- Demore Barnes (Tobias)
- Vladimir Jon Cubrt (Garret Jacob Hobbs)
- Dan Fogler (Franklin)

### Épisode 9:Trou Normand
- États-Unis /  Canada : 23 mai 2013 sur NBC / Citytv
- France : 16 octobre 2013 sur Canal+ Séries

- États-Unis : 2,69 millions de téléspectateurs[10] (première diffusion)

- Lance Henriksen (Lawrence "Larry" Wells)

### Épisode 10:Buffet Froid
- États-Unis /  Canada : 30 mai 2013 sur NBC / Citytv
- France : 23 octobre 2013 sur Canal+ Séries

- États-Unis : 2,4 millions de téléspectateurs[11] (première diffusion)

- John Benjamin Hickey (Dr. Sutcliffe)
- Ellen Muth (Georgia)
- Hilary Jardine (Beth LeBeau)
- Krista Bridges (Jocelyn Madchen)

### Épisode 11:Rôti
- États-Unis /  Canada : 6 juin 2013 sur NBC / Citytv
- France : 23 octobre 2013 sur Canal+ Séries

- États-Unis : 2,36 millions de téléspectateurs[12] (première diffusion)

- Raúl Esparza (Dr. Frederick Chilton)
- Eddie Izzard (Dr. Gideon)

### Épisode 12:Relevés
- États-Unis /  Canada : 13 juin 2013 sur NBC / Citytv
- France : 30 octobre 2013 sur Canal+ Séries

- États-Unis : 2,1 millions de téléspectateurs[13] (première diffusion)

- Lara Jean Chorostecki (Freddie Lounds)

### Épisode 13:Savoureux
- États-Unis /  Canada : 20 juin 2013 sur NBC / Citytv
- France : 30 octobre 2013 sur Canal+ Séries

- États-Unis : 1,98 million de téléspectateurs[14] (première diffusion)

## Audiences aux États-Unis
| N° d'épisode | Titre original | Chaîne | Date de diffusion originale | États-Unis (en millions de téléspectateurs) | Pdm sur les 18/49 ans |             |
| ------------ | -------------- | ------ | --------------------------- | ------------------------------------------- | --------------------- | ----------- |
| 1            | "Apéritif"     | NBC    | 4 avril 2013                | 4.36                                        | 1.6                   |             |
| 2            | "Amuse-Bouche" | NBC    | 11 avril 2013               | 4.38                                        | 1.7                   |             |
| 3            | "Potage"       | NBC    | 18 avril 2013               | 3.51                                        | 1.4                   |             |
| 4            | "Œuf"          | NBC    | Non Diffusé                 | Non Diffusé                                 | Non Diffusé           | Non Diffusé |
| 5            | "Coquilles"    | NBC    | 25 avril 2013               | 2.40                                        | 1.0                   |             |
| 6            | "Entrée"       | NBC    | 2 mai 2013                  | 2.61                                        | 1.1                   |             |
| 7            | "Sorbet"       | NBC    | 9 mai 2013                  | 2.62                                        | 1.1                   |             |
| 8            | "Fromage"      | NBC    | 16 mai 2013                 | 2.46                                        | 1.1                   |             |
| 9            | "Trou Normand" | NBC    | 23 mai 2013                 | 2.69                                        | 1.0                   |             |
| 10           | "Buffet Froid" | NBC    | 30 mai 2013                 | 2.40                                        | 1.0                   |             |
| 11           | "Rôti"         | NBC    | 6 juin 2013                 | 2.36                                        | 0.9                   |             |
| 12           | "Relevés"      | NBC    | 13 juin 2013                | 2.10                                        | 0.7                   |             |
| 13           | "Savoureux"    | NBC    | 20 juin 2013                | 1.98                                        | 0.8                   |             |